# Rapid Spanning Tree Protocol
RSTP (ang. Rapid Spanning Tree Protocol, IEEE 802.1w) – rozszerzenie sieciowego protokołu STP.
W protokole STP stany „blocking” i „listening” praktycznie niczym się nie różnią, w RSTP postanowiono zgrupować te stany w jeden – „discarding”, w którym port może słuchać ramek, ale nie może wysłać lub odebrać żadnych danych. RSTP jest znacznie szybszy niż STP, jeśli chodzi o tworzenie drzewa oraz rekonfigurację już istniejącego drzewa w przypadku wystąpienia błędów, dzieje się tak dzięki temu, że w przeciwieństwie do STP porty tras alternatywnych nie są w stanie „blocking”, ale w stanie „discarding”, więc po wykryciu awarii port taki natychmiast przejmuje rolę „forwarding” nie czekając około 30 sekund na rekonfigurację drzewa, jak w przypadku STP. Między sobą przełączniki komunikują się rozgłaszając ramki BPDU (ang. Bridge Protocol Data Unit). Każda ramka zaadresowana jest adresem MAC (ang. Media Access Control).

## Root Port
Port odbierający najlepsze BPDU staje się root portem (RP). Jest to port, który znajduje się najbliżej mostu głównego (root bridge) z punktu widzenia kosztu ścieżki. Algorytm drzewa rozpinającego wyznacza tylko jeden most główny w całej sieci. Ramki BPDU wysyłane przez most główny mają większą wagę niż te wysyłane przez inne mosty. Most główny jest też jedynym mostem w sieci, który nie posiada root portu, pozostałe muszą mieć co najmniej jeden.

## Designated Port
Port jest w stanie „designated” jeżeli ma możliwość wysyłania najkorzystniejszych ramek BPDU w segmencie, do którego jest podłączony. W danym segmencie może istnieć tylko jedna ścieżka wiodąca do mostu głównego, jeżeli istnieją dwie – powstaje pętla. Wszystkie mosty podłączone do tego segmentu nasłuchują ramek BPDU i decydują, który z nich będzie obsługiwał segment. Gdy wybór zostanie dokonany, odpowiedni port tego mostu zostaje oznaczony jako „designated”.

## Alternate i Backup Port
Alternate Port jest w stanie „discarding” zablokowany. Jest to port, który odbiera te same BPDU co Root Port (pochodzące z tego samego RB) lecz przychodzące do switcha alternatywną drogą, inną niż do obecnego RP. Jest to alternatywny port prowadzący do Root Bridge.
Backup Port jest w stanie „discarding” zablokowany w wyniku otrzymania lepszego BPDU z tego samego przełącznika